# Astochia bromleyi
Astochia bromleyi là một loài ruồi trong họ Asilidae. Astochia bromleyi được Joseph & Parui miêu tả năm 1997. Loài này phân bố ở miền Ấn Độ - Mã Lai.